# Montbrun-des-Corbières
Montbrun-des-Corbières är en kommun i departementet Aude i regionen Occitanien  i södra Frankrike. Kommunen ligger  i kantonen Lézignan-Corbières som ligger i arrondissementet Narbonne. År 2022 hade Montbrun-des-Corbières 340 invånare.

## Befolkningsutveckling
Antalet invånare i kommunen Montbrun-des-Corbières
Referens: INSEE